# 임승대
임승대(1971년 2월 8일 ~ )는 대한민국의 배우이다.

## 생애
1988년 뮤지컬 배우 첫 데뷔하였고 1994년 연극배우 데뷔하였으며 2001년 영화 《킬러들의 수다》의 단역으로 영화배우 데뷔하였다.

## 학력
- 서울예술전문대학 연극학과 전문학사(89학번)

## 연기 활동

### 영화
- 2001년 《킬러들의 수다》 - 화이 남 역
- 2002년 《공공의 적》 - 윤 실장 역
- 2002년 《일단 뛰어》 - 탐정 같은 의사 역
- 2002년 《묻지마 패밀리》 - 영화 속 남 애인/도라이버에 죽은 부하/작은 형 패거리 1 역
- 2003년 《화성으로 간 사나이》 - 이발소 박 씨 역
- 2004년 《아는 여자》 - 의사 역
- 2004년 《투 가이즈》 - 정 차장 역
- 2005년 《공공의 적 2》 - 조인수 역
- 2005년 《박수칠 때 떠나라》 - 주 감독 역
- 2006년 《아랑》
- 2006년 《연애, 그 참을 수 없는 가벼움》 - 상돈 역
- 2006년 《거룩한 계보》 - 변호사 역
- 2007년 《쏜다》 - 고급 승용차 사내 역
- 2008년 《과속스캔들》 - 연예부기자 봉필중 역
- 2009년 《킹콩을 들다》 - 의사 역 (우정출연)
- 2010년 《이끼》 - 천 순경 역
- 2010년 《지나버린 시간》
- 2011년 《달빛 길어올리기》 - 계장 역
- 2011년 《커플즈》 - 형사 역 (특별출연)
- 2013년 《진실》
- 2014년 《악플심리학》 - 정주영 삼촌 역
- 2016년 《서울야행》 - 박호순 고향선배 역 (특별출연)
- 2016년 《판도라》 - 심원 E&C 팀장 역
- 2016년 《죽음의 섬》 - 감독관 역 (웹무비)
- 2018년 《1급기밀》 - 송창만 피디 역
- 2020년 《언택트 생존탈출》 (단편, 제작지원)

### 텔레비전 드라마
2006년
- KBS2 《드라마시티 - 내 인생의 일춘기》 박석구 역
- MBC 《베스트극장 - 네가 형부가 될 수 없는 오만가지 이유》 김동석 역
- MBC 《베스트극장 - 국물있습니다.》 재만 역

2007년
- KBS2 《마왕》 황수곤 역
- MBC 《아현동 마님》 하영방 역

2008년
- MBC 《스포트라이트》 이춘기 역

2009년
- KBS2 《파트너》 최순기 역
- MBC 《맨땅에 헤딩》 문팀장 역
- SBS 《아버지, 당신의 자리》 정명환 역

2010년
- SBS 《산부인과》 자궁적출 수술한 환자의 남편 역 (특별출연)
- KBS2 《수상한 삼형제》 형사 역
- KBS2 《국가가 부른다》 정보국2팀장 역
- SBS 《커피하우스》 라디오 PD 역

2011년
- SBS 《싸인》 주선우 역
- MBC 《남자를 믿었네》 길사장 역
- SBS 《내사랑 내곁에》 김범수 역
- KBS2 《포세이돈》 김주영 역
- MBC 《심야병원》 나경의 선배의사 역 (특별출연)
- KBS2 《복희 누나》 달봉 역

2012년
- MBC 《아이두 아이두》 형사 역 (특별출연)
- MBC 《무신》 강윤소 역
- SBS 《다섯 손가락》 변호사 역

2013년
- SBS 《장옥정, 사랑에 살다》 장경 역
- EBS ABU 《아빠는 곰팡이맨》 아빠 역
- SBS 《너의 목소리가 들려》 판사 역
- OCN 《특수사건 전담반 TEN 2》 김주철 역
- MBC 《구암 허준》 대전내관 역

2014년
- SBS 《엔젤 아이즈》 최진상 역
- KBS2 《빅맨》 배용호 기자 역
- MBC 《개과천선》 원고변호사 역
- SBS 《너희들은 포위됐다》 한명수 역
- MBC 《오만과 편견》 강무성 역

2015년
- KBS2 《오렌지 마말레이드》 심형준 역
- MBC 《밤을 걷는 선비》 행수 역

2017년
- KBS 《김과장》 박승대 부장 역
- MBC 《파수꾼》 서주완 역
- KBS2 《매드 독》 방진석 기자 역

2018년
- 웹드라마 《사랑을 시작하는 그대에게》 라이브카페사장 역

2019년
- MBC 《더 뱅커》  김영호 역

2020년
- 채널A 《거짓말의 거짓말》 전봉구 역

2023년
- MBC  《연인》 명술 역

2025년
° SBS.    《사계의봄 》교무위원역

### 연극
- 《햄릿》 ... 클로디어스 대왕 역 (주연)

### 뮤지컬
- 《아가씨와 건달들》
- 《피핀》
- 《애니》
- 《웨스트 사이드 스토리》
- 《이집트 왕자 조셉》
- 《해상왕 장보고》
- 《헤어》
- 《캣츠》

### 오페라
- 《오델로》
- 《박쥐》
- 《마술피리》

## 방송

### 텔레비전 프로그램
- TVN 《아이에게 권력을?!》
- EBS 《아빠타》
- TV조선 《얼마에요》
- TVN 《어쩌다 어른》
- MBC 《공부가 머니?》
- SBS 《붕어빵》

### 라디오 프로그램
- 2012년 EBS 《EBS 수필 콘서트》
- 2015년 EBS 《EBS 책 읽는 라디오 낭독 시리즈》